# Sycopsis triplinervia
Sycopsis triplinervia är en trollhasselart som beskrevs av Hung T. Chang. Sycopsis triplinervia ingår i släktet Sycopsis och familjen trollhasselfamiljen. Inga underarter finns listade i Catalogue of Life.